# Кулиева, Василина Васильевна
Василина Васильевна Кулиева (род. 20 ноября 1981, Чита) — российский государственный и политический деятель. Депутат Государственной Думы VI, VII, VIII созыва, член фракции ЛДПР, член комитета Госдумы по вопросам семьи, женщин и детей.

## Биография

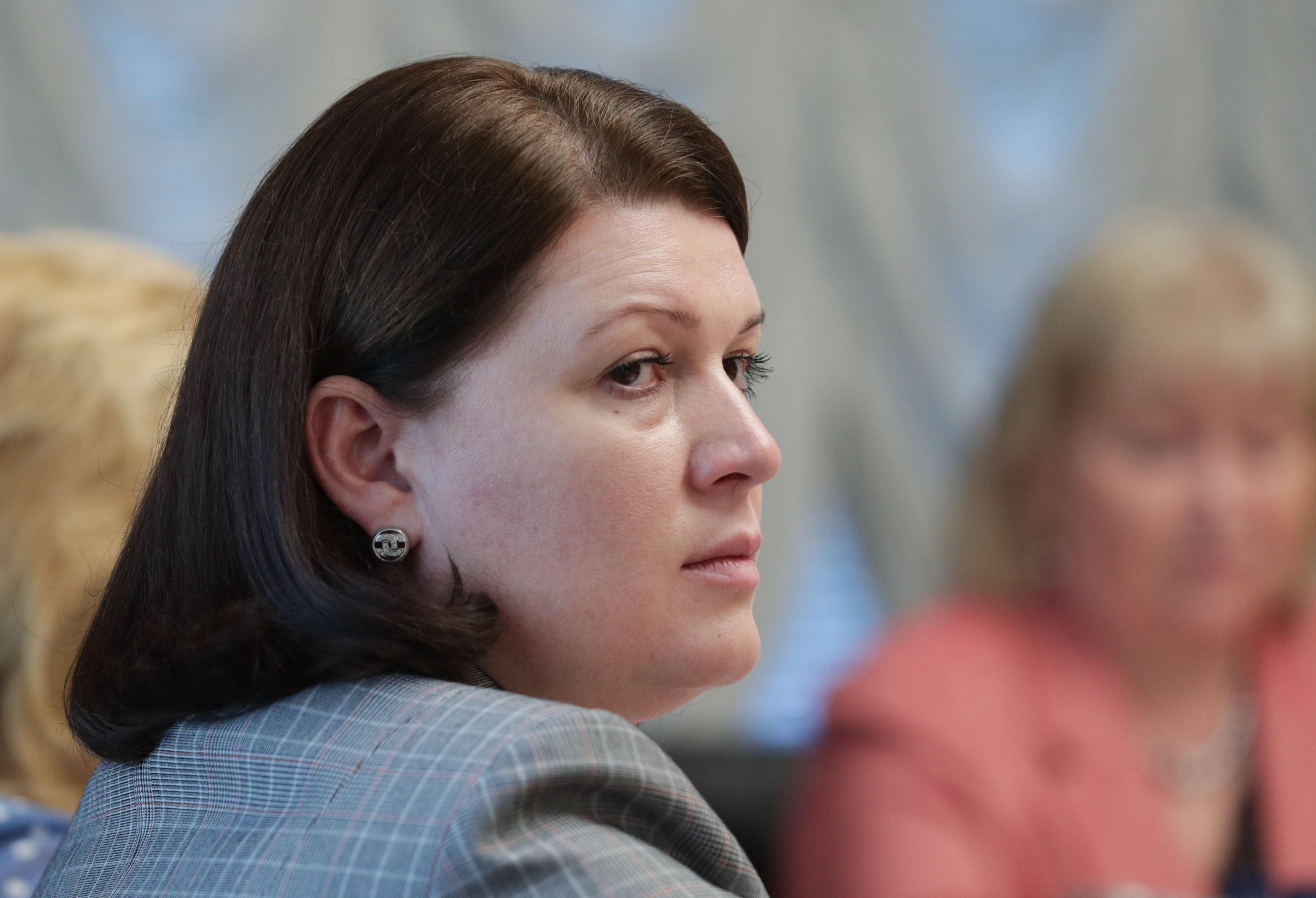
На заседании Комитета по вопросам семьи, женщин и детей, 2021 год

Родилась 20 ноября 1981 года в городе Чита Читинской области (ныне — Забайкальский край), четвертая дочка в семье, названа в честь отца. Родители — отец Василий Захарченко (лётчик, погиб в 1981 году в результате ДТП) и мать Людмила Захарченко (работала в столовой ОМОН). Василина, как и ее сёстры, училась в школе № 15.
В 2003 году родила дочь. В 2004 году получила высшее образование в Забайкальском государственном педагогическом университете имени Н. Г. Чернышевского, окончив юридический факультет по специальности «юриспруденция».
С 2005 по 2008 год работала в читинском филиале ОАО «Страховая группа Спасские ворота» в должности юриста, параллельно, на общественных началах, была заместителем координатора (руководителя) Читинского регионального отделения ЛДПР.
12 октября 2008 года выдвигалась в Законодательное собрание Забайкальского края I созыва от партии ЛДПР, но не прошла.
С 2008 по 2011 год работала сотрудником департамента управления делами губернатора Забайкальского края, в то же время являлась помощником депутата Государственной думы РФ V созыва от ЛДПР. В 2009 году баллотировалась на должность мэра города Чита. Заняла второе место с результатом 17,82 %.
С января 2010 года по сентябрь 2011 года являлась членом избирательной комиссии Забайкальского края.
С 4 декабря 2011 года по 17 декабря 2012 года — депутат Государственной Думы РФ шестого созыва по списку ЛДПР. Сложила депутатские полномочия 17 декабря 2012 года. Была членом комитета Госдумы по вопросам семьи, женщин и детей, членом комиссии Госдумы по вопросам депутатской этики. В 2012—2013 годах — помощник депутата Госдумы А. Н. Диденко.
8 сентября 2013 г. участвовала в выборах губернатора Забайкальского края как кандидат от ЛДПР. Заняла третье место (10,13 %). С 2013 года — депутат Законодательного собрания Забайкальского края 2-го созыва, председатель комитета по демографической политике, качеству жизни и трудовым отношениям.
На выборах в Государственную думу Федерального Собрания РФ VII созыва (2016 год) баллотировалась от ЛДПР по 44 Даурскому одномандатному избирательному округу (Забайкальский край), и была избрана депутатом 18 сентября 2016 года.
С сентября по ноябрь 2023 года выступала в качестве депутата Законодательного собрания Забайкальского края IV созыва от ЛДПР. Сложила полномочия 9 ноября 2023 года.
22 ноября 2023 года получила мандат депутата Государственной думы Федерального Собрания РФ VIII созыва, освободившийся после ухода из парламента Василия Власова.
19 декабря 2023 года включена в состав высшего совета ЛДПР.